# NGC 155
NGC 155 là một thiên hà dạng hạt đậu trong chòm sao Kình Ngư. Nó được phát hiện vào ngày 1 tháng 9 năm 1886, bởi Lewis A. Swift.